# Чайгоз
Чайго́з (укр. Чайгоз, крымскотат. Çaygöz, Чайгозь) — исчезнувшее село в Сакском районе Республики Крым (согласно административно-территориальному делению Украины — Автономной Республики Крым), располагавшееся на северо-западе района, в степном Крыму, примерно в 2 километрах северо-западнее современного села Веселовка.

### Динамика численности населения
| - 1806 год — 26 чел. - 1864 год — 18 чел. - 1889 год — 23 чел. - 1892 год — 7 чел. | - 1900 год — 12 чел. - 1915 год — 43/32 чел. - 1926 год — 31 чел. |

## История
Первое документальное упоминание селения встречается в Камеральном Описании Крыма… 1784 года, судя по которому, в последний период Крымского ханства Чайгюс входил в Байнакский кадылык Козловскаго каймаканства. После присоединения Крыма к России (1783), (8) 19 февраля 1784 года, именным указом Екатерины II сенату, на территории бывшего Крымского ханства была образована Таврическая область и деревня была приписана к Евпаторийскому уезду. После павловских реформ, с 1796 по 1802 год входила в Акмечетский уезд Новороссийской губернии. По новому административному делению, после создания 8 (20) октября 1802 года Таврической губернии, Чайкоз был включён в состав Кудайгульской волости Евпаторийского уезда.
По Ведомости о волостях и селениях, в Евпаторийском уезде с показанием числа дворов и душ… от 19 апреля 1806 года в деревне Чайкоз числилось 5 дворов и 26 крымский татар. На военно-топографической карте генерал-майора Мухина 1817 года деревня Чавгес обозначена с 4 дворами. После реформы волостного деления 1829 года Чалеаз, согласно «Ведомости о казённых волостях Таврической губернии 1829 года» остался в составе Кудайгульской волости. На карте 1836 года в деревне 5 дворов, а на карте 1842 года Чайгёз обозначен условным знаком «малая деревня», то есть, менее 5 дворов.
В 1860-х годах, после земской реформы Александра II, деревню приписали к Чотайской волости. В «Списке населённых мест Таврической губернии по сведениям 1864 года», составленном по результатам VIII ревизии 1864 года, Чайгоз — владельческая татарская деревня, с 4 дворами и 18 жителями при колодцах. По обследованиям профессора А. Н. Козловского 1867 года, глубина колодцев в деревне составляла 25—40 саженей (52—85 м), вода в которых была горькая или солёная, кроме неё другой воды нет и «…возят воду воду из Отар». На трехверстовой карте Шуберта 1865—1876 года в экономии Чайгоз обозначен 1 двор. В «Памятной книге Таврической губернии 1889 года», по результатам Х ревизии 1887 года, в деревне Чайгоз числилось 4 двора и 23 жителя. Согласно «…Памятной книжке Таврической губернии на 1892 год», в деревне Чайгоз, входившей в Актачинский участок, было 7 жителей в 1 домохозяйстве.
Земская реформа 1890-х годов в Евпаторийском уезде прошла после 1892 года, в результате Чайкоз приписали к Донузлавской волости. По «…Памятной книжке Таврической губернии на 1900 год» в деревне числилось 12 жителей в 6 дворах. По Статистическому справочнику Таврической губернии. Ч.II-я. Статистический очерк, выпуск пятый Евпаторийский уезд, 1915 год, на хуторе Чайгоз Донузлавской волости Евпаторийского уезда числилось 4 двора (все дворы безземельные) с русскими жителями в количестве 43 человек приписного населения и 32 — «постороннего», из которых 47 мужчин и 28 женщин. При хуторе было 520 десятин удобной земли. В хозяйствах имелось 32 лошади, 26 волов, 10 коров и 506 голов мелкого скота.
После установления в Крыму Советской власти, по постановлению Крымревкома от 8 января 1921 года № 206 «Об изменении административных границ» была упразднена волостная система и село вошло в состав Евпаторийского района Евпаторийского уезда, а в 1922 году уезды получили название округов. 11 октября 1923 года, согласно постановлению ВЦИК, в административное деление Крымской АССР были внесены изменения, в результате которых округа были отменены и произошло укрупнение районов — территорию округа включили в Евпаторийский район.Согласно Списку населённых пунктов Крымской АССР по Всесоюзной переписи 17 декабря 1926 года, в селе Чайгоз, Болек-Аджинского сельсовета Евпаторийского района, числилось 7 дворов, все крестьянские, население составляло 31 человек, все русские. Село ещё обозначено на километровой карте Генштаба Красной армии 1941 года и на двухкилометровке РККА 1942 года, но в дальнейшем в доступных источниках не встречается.